# St. Vinzenz-Krankenhaus (Düsseldorf)
Das St.-Vinzenz-Krankenhaus (VKH) ist eine 1894 erstmals unter dem Namen „Vinzenzhaus“ in Betrieb genommene Einrichtung, die durch den Pfarrer Heinrich Saedler der Gemeinde St. Dreifaltigkeiten ins Leben gerufen wurde und durch bauliche Maßnahmen und Grundstückserweiterungen zum heutigen, dem Verbund katholischer Kliniken Düsseldorf GmbH (VKKD) angehörendem St.-Vinzenz-Krankenhaus wurde.

## Unternehmen
Das St.-Vinzenz-Krankenhaus (VKH) ist ein Akutkrankenhaus der so genannten Grund- und Regelversorgung mit dem Standort Düsseldorf-Pempelfort. Hier werden jährlich rund 38.000 Patienten behandelt. Das Haus verfügt über 322 Betten, zudem werden 480 Mitarbeiter beschäftigt.

## Geschichte
Anfang des 19. Jahrhunderts war Düsseldorf-Derendorf ein explosionsartig wachsender Stadtteil, der große Scharen von Arbeitssuchenden anzog. Die Pfarrei „St. Dreifaltigkeit“ hatte über 12.000 Mitglieder. Zu ihrem „Sprengel“ gehörten etwa zwei Drittel des heutigen Düsseldorf. Die soziale Not in dieser Gemeinde war zwar noch überschaubar, aber mit reiner Nachbarschaftshilfe und den staatlichen Einrichtungen allein nicht mehr zu bewältigen. So versuchte der damalige Pfarrer, Heinrich Saedler, Abhilfe zu schaffen, indem er einen karitativen Dienst ins Leben rief, der vor Ort die direkte Not lindern sollte. Er kontaktierte die Vinzentinerinnen aus Köln und bot ihnen eine Unterkunft. So begannen die Ordensschwestern mit der ambulanten Kranken- und Altenpflege in Düsseldorf. Schon nach kurzer Zeit entstanden ein Asyl für jugendliche Arbeiterinnen und weibliche Strafgefangene, eine Kinderbewahr- und Sonntagsschule, eine Suppenküche für Mittellose und vor allem eine kleine gynäkologische Medizinalstation, in der arme Frauen unentgeltlich behandelt und operiert werden konnten. Aus dieser Station, dem „Vinzenz-Haus“, entstand das heutige St.-Vinzenz-Krankenhaus.
- 1894 Gründung des Hauses durch die Vinzentinerinnen
- 1898–1914 Erweiterungsarbeiten: im Endausbau über 185 Betten
- 1948 Gründung der Krankenpflegeschule
- 1963 Grundsteinlegung zum heutigen Krankenhaus
- 1966 Eröffnung des neuen Krankenhausgebäudes
- 1993 Eröffnung des neuen OP-Traktes
- 1994 100-Jahr-Feier mit einer Vielzahl von Aktivitäten
- 1998 Gründung des Schmerztherapeutischen Zentrums
- 1999 Gründung des Fördervereins
- 2004 Eingliederung des Krankenhauses in den neu gegründeten Verbund Katholischer Kliniken Düsseldorf (VKKD)
- 2005 Gründung der gemeinsamen Ausbildungsstätte St.-Elisabeth-Akademie gGmbH – Ausbildungszentrum für Berufe im Gesundheitswesen durch die Träger der katholischen Krankenhäuser in Düsseldorf, Neuss und Ratingen
- 2006 Gründung der Klinik Wirbelsäule & Schmerz

## Struktur
Das St.-Vinzenz-Krankenhaus ist als Akutkrankenhaus eine Einrichtung der Caritativen Vereinigung GmbH und befindet sich im Stadtteil Düsseldorf-Derendorf. Es unterhält sechs Fachkliniken mit den Bereichen Chirurgie, Innere Medizin, Orthopädische Chirurgie, Wirbelsäulenchirurgie und Schmerztherapie, Radiologie sowie Anästhesie/Intensivtherapie.

### Fachrichtungen
Das St.-Vinzenz-Krankenhaus verfügt über eine Reihe von Kliniken:
- Anästhesie und Intensivmedizin
- Innere Medizin
- Orthopädie
- Radiologie
- Sportorthopädie Düsseldorf
- Unfall- und Wiederherstellungschirurgie
- Viszeral-, minimalinvasive und onkologische Chirurgie
- Wirbelsäule & Schmerz

### Zentren
- Bauchzentrum Düsseldorf
- Endoprothetikzentrum der Maximalversorgung
- Kompetenzzentrum Sodbrennen
- Zentrum für Schmerzmedizin
- Zentrum für Orthopädie und Wirbelsäulenchirurgie
- Institut für Traditionelle Chinesische Medizin (TCM)

### Kooperierende Kliniken und Partner
- Zahnimplantatklinik Düsseldorf am St.-Vinzenz-Krankenhaus